# ASKO Kara
Der Association Sportive de la Kozah de Kara, auch bekannt als ASKO Kara, ist ein togoischer Fußballverein aus Kara.

## Geschichte
1975 konnte der Club erstmals einen nationalen Titel feiern, den togoischen Pokalwettbewerb. Weitere Pokalsiege folgten 1976, 1987 und 1995. 1988 wurde der Verein togoischer Meister, 1989 konnte der Erfolg wiederholt werden. 1996 und 2007 wurde man erneut Meister des Landes. 2020, 2021 und 2022 gelang es, drei Meisterschaften in Folge zu gewinnen.
Trotz der nationalen Erfolge konnte ASKO Kara bislang auf internationaler Bühne nicht überzeugen. Siebenmal (Stand 2008) nahm der Club an afrikanischen Kontinentalwettbewerben teil, über die erste Runde kam er dabei bis auf 2008 nie hinaus.

## Erfolge
- Togoischer Meister:1988, 1989, 1996, 2007, 2020, 2021, 2022, 2023, 2024

- Togoischer Pokalsieger: 1975, 1976, 1987, 1995
- Togoischer Pokalfinalist: 1986, 2006

## Stadion
Der Verein trägt seine Heimspiele im Stade de Kégué in Lomé aus. Das Stadion hat ein Fassungsvermögen von 30.000 Personen.

## Statistik in den CAF-Wettbewerben
| Wettbewerb                    | Runde         | Gegner                | Hinspiel | Rückspiel |  |
| ----------------------------- | ------------- | --------------------- | -------- | --------- |  |
|                               |               |                       |          |           |  |
| African Cup Winners’ Cup 1976 | 1. Runde      | Tonnerre Yaoundé      | 1:2 (H)  | 0:3 (A)   |  |
| African Cup Winners’ Cup 1977 | 1. Runde      | Anges ABC Libreville  | 1:0 (H)  | 1:3 (A)   |  |
| African Cup Winners’ Cup 1988 | 1. Runde      | ASC Jeanne d’Arc      | 0:3 (A)  | 1:2 (H)   |  |
| CAF Champions Cup 1990        | Qualifikation | ASFA Yennenga         | 1:0 (H)  | 2:0 (A)   |  |
|                               | 1. Runde      | JS Kabylie            | 0:6 (A)  | 0:4 (H)   |  |
| African Cup Winners’ Cup 1996 | 1. Runde      | Stade de Abidjan      | 2:1 (H)  | 1:4 (A)   |  |
| CAF Cup 1997                  | Qualifikation | AS Dragons de l’Ouémé | n. a.    | n. a.     |  |
|                               | 1. Runde      | Espérance Tunis       | 0:7 (A)  | 3:1 (H)   |  |
| CAF Champions League 2008     | Qualifikation | Union Douala          | 3:1 (H)  | 1:0 (A)   |  |
|                               | 1. Runde      | Club Africain Tunis   | 2:0 (H)  | 0:4 (A)   |  |

- 1997: Der AS Dragons de l’Oueme wurde disqualifiziert, da er nicht spielberechtigte Spieler zum ersten Spiel aufgeboten hatte.